# رینک بابکا
رینک بابکا (انگلیسی: Rink Babka; ۲۳ سپتامبر ۱۹۳۶ – ۱۵ ژانویهٔ ۲۰۲۲) ورزشکار دو و میدانی اهل ایالات متحده آمریکا بود.
وی در مسابقات کشوری و بین‌المللی در مجموع برندهٔ ۲ مدال نقره شده‌است.